# Abbazia di Beauvoir
L'abbazia di Beauvoir (in latino Abbatia de Bello Visu) era un monastero femminile cistercense esistente a Marmagne. Fu disolto nel 1791.

## Storia
Il monastero fu eretto sul fiume Yèvre per le monache cistercensi da Roberto di Courtenay e da sua moglie Matilde presso il loro feudo di Mehun; la fondazione fu confermata da Luigi IX nel 1234.
Bianca di Castiglia, dopo la morte di suo figlio Luigi IX, donò al monastero un coltello e altri oggetti appartenuti al defunto re.
Dopo la morte del fondatore, l'abbazia passò sotto la protezione di suo figlio Pietro di Courtenay, signore di Conches, e di sua moglie Petronilla di Joigny; l'abbazia fu poi beneficiata da Roberto II d'Artois nel 1269.